# Barna Bor
Barna Bor, né le 12 décembre 1986 à Kerepestarcsa, est un judoka hongrois évoluant en catégorie des plus de 100 kg.
Il remporte la médaille d'argent aux Championnats du monde de judo toutes catégories 2011 à Tioumen.
Il est médaillé d'argent aux Championnats d'Europe 2010 à Istanbul et aux Championnats d'Europe 2012 à Tcheliabinsk, médaillé de bronze aux Championnats d'Europe 2013 à Budapest.